# 연장시간 근로
연장시간 근로(延長時間勤勞)는 근로기준법에 규정하고 있는 근로시간을 초과한 근로행위를 말한다. 근로기준법 등은 근로자의 건강을 위하여 연장시간 근로를 제한하고 있으며, 연장시간 근로를 한 경우에는 연장근로 수당을 지급받도록 하고 있다.

## 같이 보기
- 노동 시간